# 85 км (зупинний пункт, Донецька залізниця)
85 км — пасажирська зупинна залізнична платформа Луганської дирекції Донецької залізниці.
Розташована в м. Луганськ, Жовтневий район, Луганської області на лінії Іллєнко — Родакове між станціями Луганськ-Північний (2 км) та Кіндрашівська (11 км).
Через військову агресію Росії на сході України транспортне сполучення припинене.